# Joanne World Tour
„Joanne World Tour“ е петото световно турне на американската певица Лейди Гага, което е организирано в подкрепа на петия ѝ студиен албум „Joanne“ (2016). Обиколката започва на 1 август 2017 г. във Ванкувър, Канада и приключва на 1 февруари 2018 г. в Бирмингам, Великобритания.Турнето събра 95 милиона долара от продадени билети. Въпреки че отмени 10 концерта в Европа и един в Южна Америка

## Резюме на концерта
Шоуто започва с представление на „Diamond Heart“, където Гага е на повдигната платформа със стойка за микрофон, последвано от представление на песента „A-Yo“. След това, шоуто продължава с изпълнение на „Poker face“ придружено от хореография, където танцьорите са облечени в черни кожени костюми в каубойски стил. Първият етап на шоуто завършва с „Perfect Illusion“ последвано от видео антракт, което показва Гага, докато кара кабриолет, който изпуска розов пушек. Вторият етап на шоуто започва с „John Wayne“, съпътствано от пиротехнически ефекти. Това е последвано от „Scheiße“, която е изпълнена на повдигнати и движещи се платформи. След соло изпълнение на „Alejandro“, Гага напуска сцената за промяна на костюмите.
Следвайки друг видео антракт, Гага се появява на сцената с keytar (музикален инструмент във формата на китара, но с клавиши) и изпълнява песните „Just Dance“, „LoveGame“, „Telephone“. След „Applause“, Гага дава реч пред тълпата и след това започва да пее „Come to Mama“ и „The Edge of Glory“ на пиано. Обличайки се в бална рокля, певицата изпълнява „Born This Way“, съпроводено от цветни светлинни ефекти. След третия видео антракт, Гага се завръща на сцената с изпълнение на песента „Bloody Mary“, в червена рокля-палто, след което маха палтото и започва да пее „Dancin' In Circles“. Последващо е представление на „Paparazzi“ придружено от хореографирана битка на сцената, която показва как някой е преследван и убит. Разчуват се сирени на линейки и един от лифтовете се повдига във въздуха, докато Гага е в него. Започва представление на „Angel Down“ докато лифта на която е Гага бива спусната надолу. Гага слиза на сцената и разказва история за покойната си леля Джоан Джерманота, на която е кръстен албумът, след което изпълнява песента „Joanne“ с китара.

Последният сегмент от шоуто започва с „Bad Romance“, където Гага и танцьорите и са облечени в бяло, последвано от „The Cure“ с пълна хореография. Певицата се покланя и напуска сцената, но се връща след няколко минути, носейки дълго сребърно блестящо яке и символичната розова шапка. Гага изпява „Million Reasons“ върху пианото, което бележи края на концерта.

## Изпълнявани песни
1. „Diamond Heart“[1]
2. „A-Yo“
3. „Poker Face“
4. „Perfect Illusion“
5. „John Wayne“
6. „Scheiße“
7. „Alejandro“
8. „Just Dance“
9. „LoveGame“
10. „Telephone“
11. „Applause“
12. „Come to Mama“
13. „The Edge of Glory“
14. „Born This Way“
15. „Bloody Mary“
16. „Dancin' in Circles“
17. „Paparazzi“
18. „Angel Down“
19. „Joanne“
20. „Bad Romance“
21. „The Cure“
22. „Million Reasons“

## Концерти
| Дата              | Град            | Страна          | Място                       | Посещаемост     |
| Северна Америка   | Северна Америка | Северна Америка | Северна Америка             | Северна Америка |
| ----------------- | --------------- | --------------- | --------------------------- | --------------- |
| 1 август 2017     | Ванкувър        | Канада          | Роджърс Арена               | 15 665 / 15 665 |
| 3 август 2017     | Едмънтън        | Канада          | Роджърс Плейс               | 15 002 / 15 002 |
| 5 август 2017     | Такоума         | САЩ             | Такоума Доум                | 19 296 / 19 296 |
| 8 август 2017     | Ингълуд         | САЩ             | The Forum                   | 28 567 / 28 567 |
| 9 август 2017     | Ингълуд         | САЩ             | The Forum                   | 28 567 / 28 567 |
| 11 август 2017    | Лас Вегас       | САЩ             | Т-Мобайл Арена              | 15 893 / 15 893 |
| 13 август 2017    | Сан Франциско   | САЩ             | AT&T Парк                   | 39 225 / 39 225 |
| 15 август 2017    | Сакраменто      | САЩ             | Голдън 1 Център             | 15 546 / 15 546 |
| 19 август 2017    | Омаха           | САЩ             | Сенчърилинк Център Омаха    | 15 886 / 15 886 |
| 21 август 2017    | Сейнт Пол       | САЩ             | Ексел Енерджи център        | 16 612 / 16 612 |
| 23 август 2017    | Кливланд        | САЩ             | Куикън Лоунс Арена          | 15 552 / 15 552 |
| 25 август 2017    | Чикаго          | САЩ             | Ригли Фийлд                 | 41 847 / 41 847 |
| 28 август 2017    | Ню Йорк         | САЩ             | Сити Фийлд                  | 69 978 / 69 978 |
| 29 септември 2017 | Ню Йорк         | САЩ             | Сити Фийлд                  | 69 978 / 69 978 |
| 1 септември 2017  | Бостън          | САЩ             | Фенуей Парк                 | 67 660 / 67 660 |
| 2 септември 2017  | Бостън          | САЩ             | Фенуей Парк                 | 67 660 / 67 660 |
| 6 септември 2017  | Торонто         | Канада          | Еър Канада Център           | 31 526 / 31 526 |
| 7 септември 2017  | Торонто         | Канада          | Еър Канада Център           | 31 526 / 31 526 |
| 10 септември 2017 | Филаделфия      | САЩ             | Уелс Фарго Център           | 32 296 / 32 296 |
| 11 септември 2017 | Филаделфия      | САЩ             | Уелс Фарго Център           | 32 296 / 32 296 |
| Северна Америка   |                 |                 |                             |                 |
| 3 ноември 2017    | Монреал         | Канада          | Бел Сентър                  | 17 946 / 17 946 |
| 5 ноември 2017    | Индианаполис    | САЩ             | Бенкърс Лайф Фийлдхаус      | 15 375 / 15 375 |
| 7 ноември 2017    | Детройт         | САЩ             | Литъл Сизърс Арена          | 15 550 / 15 550 |
| 9 ноември 2017    | Ънкасвил        | САЩ             | Мохеган Сън Арена           | 15 394 / 15 394 |
| 11 ноември 2017   | Ънкасвил        | САЩ             | Мохеган Сън Арена           | 15 394 / 15 394 |
| 13 ноември 2017   | Луисвил         | САЩ             | KFC Yum! Center             | 17 997 / 17 997 |
| 15 ноември 2017   | Канзас Сити     | САЩ             | Спринт Център               | 15 117 / 15 117 |
| 16 ноември 2017   | Сейнт Луис      | САЩ             | Скоттрейд Център            | 16 343 / 16 343 |
| 19 ноември 2017   | Вашингтон       | САЩ             | Верайзън Център             | 15 288 / 15 288 |
| 20 ноември 2017   | Питсбърг        | САЩ             | PPG Paints Arena            | 15 228 / 15 228 |
| 28 ноември 2017   | Атланта         | САЩ             | Филипс Арена                | 12 155 / 12 155 |
| 30 ноември 2017   | Маями           | САЩ             | Американ Еърлайнс Арена     | 14 738 / 14 738 |
| 1 декември 2017   | Тампа           | САЩ             | Амали Арена                 | 15 170 / 15 170 |
| 3 декември 2017   | Хюстън          | САЩ             | Тойота Център               | 13 100 / 13 100 |
| 5 декември 2017   | Остин           | САЩ             | Франк Ъруин Център          | 12 981 / 12 981 |
| 8 декември 2017   | Далас           | САЩ             | Американ Еърлайнс Център    | 15 047 / 15 047 |
| 9 декември 2017   | Оклахома Сити   | САЩ             | Чизапийк Енерджи Арена      | 14 072 / 14 072 |
| 12 декември 2017  | Денвър          | САЩ             | Пепси Център                | 15 852 / 15 852 |
| 14 декември 2017  | Солт Лейк Сити  | САЩ             | Вивинт Смарт Хоум Арена     | 12 688 / 12 688 |
| 16 декември 2017  | Лас Вегас       | САЩ             | Т-Мобайл Арена              | 14 478 / 14 478 |
| 18 декември 2017  | Ингълуд         | САЩ             | The Forum                   | 13 282 / 13 282 |
| Европа            |                 |                 |                             |                 |
| 14 януари 2018    | Барселона       | Испания         | Палау Сант Жорди            | -               |
| 16 януари 2018    | Барселона       | Испания         | Палау Сант Жорди            | -               |
| 18 януари 2018    | Милано          | Италия          | Медиоланум форум            | -               |
| 20 януари 2018    | Амстердам       | Нидерландия     | Зиго Доум                   | -               |
| 22 януари 2018    | Антверпен       | Белгия          | Спортпалейс                 | -               |
| 24 януари 2018    | Хамбург         | Германия        | Барклейкард Арена (Хамбург) | -               |
| 31 януари 2018    | Бирмингам       | Великобритания  | Барклейкард Арена           | -               |
| 1 февруари 2018   | Бирмингам       | Великобритания  | Genting Arena               | -               |
| Общо              | Общо            | Общо            | Общо                        | -               |

## Отменени концерти
Поради хронични болки в тялото в края на месец Септември, певицата е принудена да отмени концерта си в Бразилия, както и да отложи концертите си в Европа, планирани за Октомври, до по-късни дати през първата половина на 2018 година.
В началото на месец февруари 2018 г., певицата обяви отмяната на оставащите ѝ концерти в Европа от 4 февруари до 23 февруари.
| Дата              | Град           | Страна         | Място               | Причини за отмяна / отлагане                                       |
| Южна Америка      | Южна Америка   | Южна Америка   | Южна Америка        | Южна Америка                                                       |
| ----------------- | -------------- | -------------- | ------------------- | ------------------------------------------------------------------ |
| 15 септември 2017 | Рио де Жанейро | Бразилия       | Barra Olympic Park  | Отменен поради хронични болки в тялото, причинени от фибромиалгия. |
| Европа            |                |                |                     |                                                                    |
| 4 февруари 2018   | Лондон         | Великобритания | O₂ Арена            | Отменени поради силни болки в тялото, дължащи се на фибромиалгия.  |
| 6 февруари 2018   | Манчестър      | Великобритания | Манчестър Арена     | Отменени поради силни болки в тялото, дължащи се на фибромиалгия.  |
| 8 февруари 2018   | Лондон         | Великобритания | O₂ Арена            | Отменени поради силни болки в тялото, дължащи се на фибромиалгия.  |
| 11 февруари 2018  | Цюрих          | Швейцария      | Халенщадион         | Отменени поради силни болки в тялото, дължащи се на фибромиалгия.  |
| 13 февруари 2018  | Кьолн          | Германия       | Ланксес Арена       | Отменени поради силни болки в тялото, дължащи се на фибромиалгия.  |
| 15 февруари 2018  | Стокхолм       | Швеция         | Ериксън Глоуб       | Отменени поради силни болки в тялото, дължащи се на фибромиалгия.  |
| 17 февруари 2018  | Копенхаген     | Дания          | Роял Арена          | Отменени поради силни болки в тялото, дължащи се на фибромиалгия.  |
| 20 февруари 2018  | Париж          | Франция        | AccorHotels Arena   | Отменени поради силни болки в тялото, дължащи се на фибромиалгия.  |
| 21 февруари 2018  | Париж          | Франция        | AccorHotels Arena   | Отменени поради силни болки в тялото, дължащи се на фибромиалгия.  |
| 23 февруари 2018  | Берлин         | Германия       | Мерцедес-Бенц Арена | Отменени поради силни болки в тялото, дължащи се на фибромиалгия.  |